# محسن اسلام‌زاده
محسن اسلام‌زاده (زادهٔ ۱۳۵۹) کارگردان، مستندساز و تدوین‌گر سینمای اهل ایران و مدیر مرکز هنری میثاق است.

## آثار

### تنها میان طالبان
به عقیده صاحب نظران ساخت این مستند در ژانر مستند بحران یک اتفاق منحصر به فرد است.
این مستند برای اولین بار در نهمین دوره جشنواره بین‌المللی سینماحقیقت روی پرده رفت و در بخش مستند نیمه‌بلند، تندیس شهید آوینی را از آن خود کرد.
همچنین این مستند برنده بهترین فیلم بخش مستند دوازدهمین دوره جشنواره بین‌المللی فیلم ماربیا گردید.
این مستند در لیست فروش شرکت پخش فیلم اسپرسو در انگلستان قرار گرفته‌است.
این مستند در سال ۲۰۱۷ برابر اعلام نظر هیئت داوران، متشکل از مارگریت روریسون، شیلا ویلسون و دنی لونتال جایزه بهترین فیلم بلند مستند را در
جشنواره بین‌المللی فیلم آتن دریافت کرد.
این مستند همچنین در بخش مسابقه جشنواره‌های آسیاپاسیفیک ۲۰۱۶، حقوق بشر میلان ایتالیا ۲۰۱۷، اسماعیلیه مصر ۲۰۱۷، تین لاین ایالت تگزاس آمریکا ۲۰۱۷ حضور داشته‌است.

### زندگی میان پرچم‌های جنگی
نام دیگر این مستند تنها میان طالبان ۲ است. این مستند در سیزدهمین جشنواره بین‌المللی سینماحقیقت در بخش جایزه شهید آوینی اکران شد. این مستند در مورد حضور داعش در کشور افغانستان است.

### مستند اسرار زندان ابوسلیم
این مستند در مورد زندانی به همین نام در دوران حکومت دیکتاتوری معمر قذافی است.

### مستند اهل سنت ایران
این مستند بیش از دو میلیون بازدید در یوتیوب داشته‌است. یک میلیون دویست هزار بازدید به زبان انگلیسی و حدود ۳۰۰هزار به زبان عربی و فارسی.

### مستند به دنبال صلح
وی در سال ۱۳۹۳ در سوریه و لبنان به تصویربرداری و کارگردانی مستند «به دنبال صلح» پرداخت. مایرید ماگوایر (برنده جایزه صلح نوبل) در مورد این مستند نوشته‌است: 
«تماشای این مستند فاخر را به همه کسانی که می‌خواهند ریشه‌های مناقشه سوریه را بدانند، توصیه می‌کنم. اگرچه به تصویر کشیدن هزینه جنگ‌های نیابتی بسیار غم‌بار است اما امید این را نیز می‌دهد که مردم سوریه از طریق آشتی و مصالحه، خشونت، جنگ و دخالت‌های خارجی را رد و سوریه محبوب خود را همراه هم بازسازی خواهند کرد.»
این مستند در تاریخ ۲۴ شهریور ۱۳۹۴ با حضور بهروز افخمی در حوزه هنری رونمایی شد.

### روز ناتمام من و فرمانده
وی در جریان ساخت مستند روز ناتمام من و فرمانده، در ۸ فروردین ۱۳۹۴ در نزدیکی تکریت در یکی از آخرین عملیات پاکسازی داعش از این منطقه، بر اثر انفجار یک گلوله آر پی جی مجروح شد و ۱۵ ترکش به بدن او برخورد کرد.
محسن مؤمنی شریف رئیس حوزه هنری به عیادت از وی پرداخت.

### هیچکس منتظرت نیست
این مستند سینمایی به کارگردانی و تهیه‌کنندگی محسن اسلام‌زاده در چهلمین جشنواره فیلم فجر و پانزدهمین جشنواره بین المللی «سینما حقیقت» حضور داشت. اسلام‌زاده برای این اثر موفق به کسب جایزه ویژه بهترین فیلم مستند از نگاه داوران ناجی هنر در بخش ملی جشنواره سینما حقیقت شد. این اثر در بخش مسابقه مستندهای بلند هجدهمین دوره جشنواره سینمای مسلمان کازان به نمایش درآمده است. اسلام زاده برای ساخت این مستند بعنوان هنرمند سال انقلاب اسلامی انتخاب شد.

### چهار چرخ
این مستند شش قسمتی به کارگردانی مشترک محمود عزیزی و محسن اسلام‌زاده، تولید شبکه مستند با نگاهی انتقادی به صنعت خودروسازی در ایران پرداخته است.

## سایر آثار
- پاییز پنجاه سالگی[۲۲]
- میراب[۲۳]

## جوایز و افتخارات
- بهترین فیلم بخش مستند دوازدهمین دوره جشنواره بین‌المللی فیلم ماربیا
- بهترین فیلم بلند مستند جشنواره بین‌المللی فیلم آتن در سال ۲۰۱۷
- دعوت شده به جشنواره الجزیره در سال ۲۰۱۳ برای فیلم «اسرار زندان ابوسلیم»
- جایزه پنجمین دوره جشنواره عمار برای فیلم «اهل سنت ایران»
- جایزه بخش بین‌الملل چهارمین دوره جشنواره عمار بخاطر فیلم «سفر به دیار پشتون‌ها»
- برنده بخش ویژه جشنواره رویش بخاطر فیلم «مادران انقلاب»
- برنده جایزه بخش بین‌الملل سومین جشنواره عمار به خاطر فیلم «اندیشه حیات»
- جوان برتر مستندساز شهر مشهد در سال ۱۳۸۹ به انتخاب فرهنگسرای انقلاب اسلامی مشهد
- تقدیر شده در جشنواره سکانس بیداری برای فیلم «دلباخته»
- تقدیر شده در اولین دوره جشنواره عمار برای فیلم «خیابان شهادت»

## فعالیت‌ها

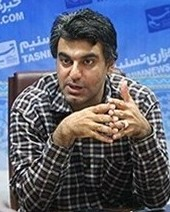

- کارگردانی مستند «آقای دادستان» دربارهٔ زندگی اسدالله لاجوردی ۱۳۹۶.[۲۴]
- کارگردانی و تصویربرداری مستند تنها میان طالبان
- کارگردانی و تصویر برداری مستند «اسرار زندان ابوسلیم»
- مستند «اهل سنت در ایران» (این مستند بیش از دو میلیون بازدید در یوتیوب داشته‌است)[۱۳] (یک میلیون دویست هزار بازدید به زبان انگلیسی و حدود ۳۰۰هزار به زبان عربی و فارسی)
- مستند به دنبال صلح
- تصویربرداری و کارگردانی مستند «شیخ صباح»
- تصویربرداری و کارگردانی مستند «روز ناتمام من و فرمانده»
- تصویربرداری و کارگردانی مستند «مدافعان آمرلی» ۱۳۹۳
- تصویربرداری مستند «کوثر» ۱۳۹۳
- تصویربرداری و کارگردانی مستند «اهل سنت ایران» ۱۳۹۲
- تصویربرداری و کارگردانی مستند بلند «پیمان‌های پنهان»
- مستند «سفر به دیار پشتون‌ها»
- تصویر برداری مستند «به نام آزادی» پائیز ۱۳۹۱
- کارگردانی و تصویر برداری مجموعه مستند ۸ قسمتی «قیام صحرا»
- کارگردانی و تصویر برداری مستند «مادران انقلاب»
- کارگردانی و تصویر برداری مستند «رو در رو با قهرمان»
- کارگردانی و تصویربرداری برنامه مستند «دلباخته» (در مورد دیپلمات‌های حادثه تروریستی مزار شریف) (کاری مشترک به همراه سید محسن موسوی) ۱۳۹۰
- کارگردانی و تصویربرداری مجموعه ۳ قسمتی مستند «یاران صبح ۲» (کاری مشترک به همراه سید محسن موسوی) ۱۳۹۰
- کارگردانی و تصویربرداری مجموعه مستند ۴ قسمتی «یاران صبح ۱» (کاری مشترک به همراه سید محسن موسوی) ۱۳۸۹
- کارگردانی و تصویربرداری مجموعه مستند «عزاداری در پاکستان» (کاری مشترک به همراه سید محسن موسوی) ۱۳۸۹
- کارگردانی و تصویربرداری برنامه مستند «اندیشهٔ حیات» (کاری مشترک به همراه سید محسن موسوی) ۱۳۸۹
- کارگردانی، تصویربرداری و تدوین برنامه مستند «نورعلی» (کاری مشترک به همراه سید محسن موسوی) ۱۳۸۹
- کارگردانی، تصویربرداری و تدوین برنامه مستند «شاعر وطن» (کاری مشترک به همراه سید محسن موسوی)۱۳۸۹
- کارگردانی، تصویربرداری و تدوین برنامه مستند «حماسه‌های خاموش» (کاری مشترک به همراه سید محسن موسوی) ۱۳۸۹
- کارگردانی، تصویربرداری و تدوین برنامه مستند «محراب» طی سال‌های ۱۳۸۷ و ۱۳۸۸
- کارگردانی، تصویربرداری و تدوین مجموعه مستند هشت قسمتی «مرزبانان» طی سال‌های ۱۳۸۶ تا ۱۳۸۸ (کاری مشترک به همراه سید محسن موسوی)
- تدوین و کارگردانی مستند «تلاش دوباره» در سال ۱۳۸۶
- تدوین و کارگردانی برنامه مستند «گروهان ایمان» در سال ۱۳۸۵
- تدوین برنامه مستند «قربانیان شیمیایی» ۱۳۸۵
- تدوین و کارگردانی برنامه مستند «دژبان شرق» در سال ۱۳۸۳
- تدوین و طراحی کلیپ «ازکدامین قبیله ای» در سال ۱۳۸۳
- کارگردانی زندگی میان پرچم‌های جنگی در سال ۱۳۹۷[۲۵]
- تهیه کننده مستند کرار[۲۶]
- تهیه کننده مستند مرهم[۲۶]

## تدریس
- برگزاری دوره آشنایی با مستندسازی در فرهنگسرای زیارت مشهد ۱۳۹۲
- برگزاری دوره «مستند از ایده تا طرح» در حوزه هنری بیرجند ۱۳۹۴
- برگزاری دوره «قصه و روایت در فیلم مستند» در شبکه الغدیر عراق